# Bruno Cenghialta
Bruno Cenghialta (nascido em 5 de dezembro de 1962 em Montecchio Maggiore, na província de Vicence em Véneto) é um corredor ciclista italiano dos anos 1980-90. É atualmente director desportivo da equipa Astana Pro Team.

## Biografia
Profissional de 1986 a 1998, Bruno Cenghialta foi o vencedor quatro vitórias, cujas uma etapa do Tour de France de 1991.
Após a sua carreira de corredor, tornou-se director desportivo das equipas Amica Chips, Alessio, Fassa Bortolo e Acqua & Sapone.

## Palmarés

### Palmarés amador
- 1985
  - Milão-Tortone
  - Targa de Ouro Città di Legnano
  - Circuito Castelnovese

### Palmarés profissional
- 1988
  - Classificação geral da Schwanenbrau Cup
  - 2.º da Volta de Véneto
- 1989
  -     - 3. ª etapa do Giro d'Italia (contrarrelógio por equipas)
- 1990
  - 2.º da Coppa Placci
- 1991
  -     - 2.º (contrarrelógio por equipas) e 14.ª etapas do Tour de France

  - 2.º da Volta de Romaña
- 1992
  -     - 3.ª etapa de Paris-Nice (contrarrelógio por equipas)

  - 3.º da Wincanton Classic
- 1993
  - 2.º etapa do Trittico Premondiale
  - 2.º do Troféu Matteotti
  - 3.º dos Tre Valli Varesine
  - 3.º do Campeonato de Zurique
- 1994
  - Coppa Bernocchi
  - 2.º do Amstel Gold Race
  - 2.º do Grande Prêmio da Indústria e do Comércio de Prato
  - 9.º de Liège-Bastogne-Liège
  - 10.º da Copa do mundo
- 1995
  -     - 3.ª etapa do Tour de France (contrarrelógio por equipas)

  - 6.º do Grande Prêmio de Frankfurt
  - 10.º da Clássica de San Sebastián

## Resultados na as grandes voltas

### Tour de France
8 participações
- 1990 : 102.º
- 1991 : 56.º, vencedor do 2.º (contrarrelógio por equipas) e 14. ª etapas
- 1992 : abandono (14. ª etapa)
- 1993 : 38.º
- 1994 : 25.º
- 1995 : 15.º, vencedor da 3. ª etapa (contrarrelógio por equipas)
- 1996 : 56.º
- 1997 : 112.º

### Giro d'Italia
10 participações
- 1986 : 54.º
- 1987 : 84.º
- 1989 : 79.º, vencedor da 3. ª etapa (contrarrelógio por equipas)
- 1991 : 88.º
- 1993 : 47.º
- 1994 : 36.º
- 1995 : 11.º
- 1996 : 18.º
- 1997 : 40.º
- 1998 : 57.º